# Tristan Nunez
Pas d'image ? Cliquez ici
Tristan Nunez, né le 31 octobre 1995 à Boynton Beach aux États-Unis, est un pilote automobile. Il est le fils de Juan Núñez, ancien joueur de tennis professionnel et entraîneur. Tristan Nunez a également un frère jumeau, Dylan, qui était un joueur de tennis junior classé au niveau mondial et qui est maintenant un acteur en herbe.
Il a remporté le championnat pilote Cooper Tires Prototype Lites (en) en 2012.

## Carrière
Tristan Nunez a commencé sa carrière dans divers championnats de karting aux États-Unis à partir de 2009.
En 2011, il participe au championnat Skip Barber Summer Series qu'il remporte avec 6 victoires en 11 course et en étant monté en 11 occasions sur le podium. Lors de cette même année, il participera à une manche du championnat Skip Barber National Championship.

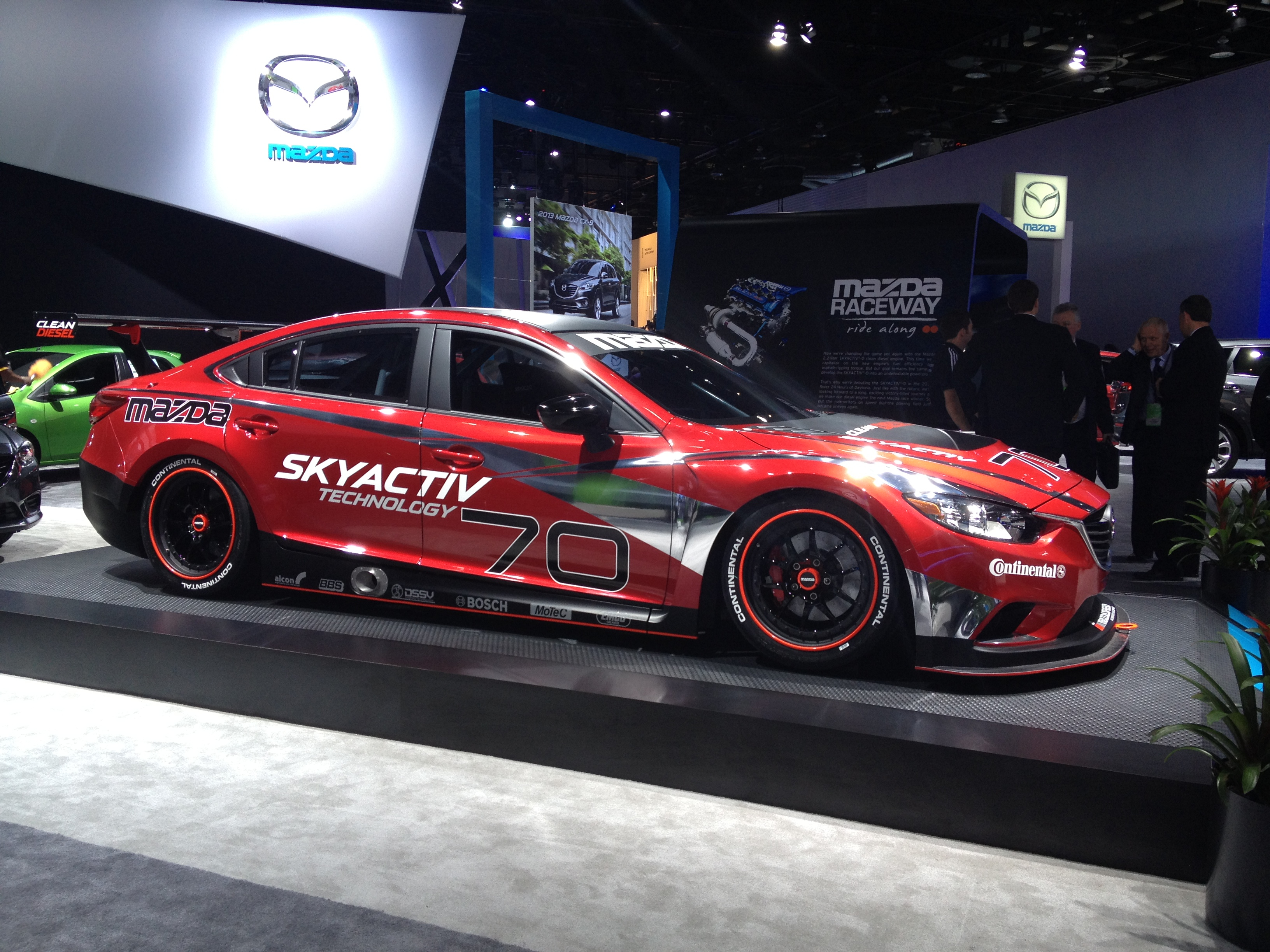
Mazda6 GX Skyactiv-D race car

En 2012, il participe au championnat Cooper Tires Prototype Lites (en) qu'il survola en remportant 11 victoires en 14 course et en étant monté en 13 occasions sur le podium. Cela lui permit de remporter le championnat. Cela lui a permis de remporter la bourse Team USA afin de participer au Formule Ford Festival.
En 2013, il est devenu le plus jeune vainqueur de l'histoire du championnat Rolex Sports Car Series au volant d'une Mazda6 de l'écurie Speedource dans la catégorie GX. Pilotant avec Charlie Shears et David Heinemeier Hansson, il termina 11e des 12 Heures de Sebring, manche de l'American Le Mans Series, où il a concouru dans la catégorie Le Mans Prototype Challenge pour l'écurie Performance Tech Motorsports.
Depuis 2014, il est engagé comme pilote d'usine pour Mazda dans le championnat United SportsCar,,. Il a eu comme copilotes Joel Miller, Tristan Vautier, Jonathan Bomarito, James Hinchcliffe, Sylvain Tremblay, Spencer Pigot, Oliver Jarvis, René Rast, Lucas di Grassi et Timo Bernhard.

## Palmarès

### Championnat WeatherTech SportsCar
| Année | Ecurie            | Châssis           | Moteur                                   | Classe | 1      | 2      | 3     | 4      | 5     | 6      | 7     | 8      | 9     | 10    | 11     | Position | Points |
| ----- | ----------------- | ----------------- | ---------------------------------------- | ------ | ------ | ------ | ----- | ------ | ----- | ------ | ----- | ------ | ----- | ----- | ------ | -------- | ------ |
| 2014  | SpeedSource       | Mazda-Lola B08/80 | Mazda Skyactiv-D 2,2 l Turbo I4 (Diesel) | P      | DAY 13 | SEB 16 | LBH 8 | LGA 12 | BEL 8 | WGL 9  | MOS 6 | IMS 9  | ELK 9 | AUS 9 | ATL 11 | 11e      | 208    |
| 2015  | SpeedSource       | Mazda-Lola B08/80 | Mazda Skyactiv-D 2,2 l Turbo I4 (Diesel) | P      | DAY 12 | SEB 10 | LBH 8 | LGA 6  | BEL   | WGL    | MOS   | ELK    | AUS 8 | ATL 7 |        | 9e       | 141    |
| 2016  | Mazda Motorsports | Mazda-Lola B12/80 | Mazda MZ-2.0T 2,0 l I4 Turbo             | P      | DAY 10 | SEB 6  | LBH 5 | LGA 4  | BEL 3 | WGL 8  | MOS 8 | ELK 5  | AUS 8 | AUS 9 |        | 7e       | 257    |
| 2017  | Mazda Motorsports | Mazda RT24-P      | Mazda MZ-2.0T 2,0 l I4 Turbo             | P      | DAY 11 | SEB 5  | LBH 3 | AUS 10 | BEL 5 | WGL 3  | MOS 4 | ELK    | LGA   |       |        | 10e      | 181    |
| 2018  | Mazda Team Joest  | Mazda RT24-P      | Mazda MZ-2.0T 2,0 l I4 Turbo             | P      | DAY 17 | SEB 8  | LBH 4 | MOH 3  | BEL 9 | WGL 13 | MOS 6 | ELK 11 | LGA 9 | ATL 2 |        | 8e       | 234    |
| 2019  | Mazda Team Joest  | Mazda RT24-P      | Mazda MZ-2.0T 2,0 l I4 Turbo             | DPi    | DAY 11 | SEB 11 | LBH 4 | MOH    | BEL   | WGL    | MOS   | ELK    | LGA   | ATL   |        | 10e*     | 68*    |

N.B. * Saison en cours. Les courses en " gras  'indiquent une pole position, les courses en "italique" indiquent le meilleur tour de course.

### Rolex Sports Car Series
| Année | Ecurie      | Châssis   | Moteur                             | Classe | 1     | 2     | 3     | 4   | 5     | 6     | 7     | 8     | 9     | 10    | 11    | 1     | Position | Points |
| ----- | ----------- | --------- | ---------------------------------- | ------ | ----- | ----- | ----- | --- | ----- | ----- | ----- | ----- | ----- | ----- | ----- | ----- | -------- | ------ |
| 2013  | SpeedSource | Mazda6 GX | Mazda Skyactiv-D 2,2 l I4 (Diesel) | GX     | R24 6 | TXS 3 | BIR 2 | ATL | BEL 1 | LEX 3 | S6H 1 | IMS 3 | ELK 1 | KAN 1 | LGA 4 | LIM 3 | 4e       | 345    |

### American Le Mans Series
| Année | Ecurie                       | Châssis     | Moteur                               | Classe | 1     | 2     | 3     | 4     | 5     | 6     | 7     | 8     | 9     | 10       | Position | Points |
| ----- | ---------------------------- | ----------- | ------------------------------------ | ------ | ----- | ----- | ----- | ----- | ----- | ----- | ----- | ----- | ----- | -------- | -------- | ------ |
| 2013  | Performance Tech Motorsports | Oreca FLM09 | Chevrolet LS3 6,2 l V8 atmosphérique | PC     | SEB 3 | LBH 5 | LGA 3 | LRP 3 | MOS 6 | RAM 5 | BGP 1 | AUS 4 | VIR 4 | PLM Abd. | 6e       | 110    |